# Zyzomys maini
Zyzomys maini is een knaagdier uit het geslacht Zyzomys dat voorkomt in Australië. Zijn verspreidingsgebied beslaat het westen van het Arnhemland-plateau. Daar leeft hij in rotsen met bijvoorbeeld moonson-regenwoud.
De rug is lichtbruin, de onderkant wit, net als de bovenkant van de voeten. De staart is spaarzaam behaard, van boven rozebruin en van onder wit. De staartowrtel is dikker. De kop-romplengte bedraagt 100 tot 135 mm, de staartlengte 116 tot 130 mm, de achtervoetlengte 24.5 tot 29 mm, de oorlengte 17 tot 20 mm en het gewicht 70 tot 180 gram. Vrouwtjes hebben 0+2=4 mammae.
De soort is 's nachts actief; hij slaapt in rotsspleten. Hij eet zaden en fruit. Hij pakt hard fruit op en transporteert het naar een veilige plek voor hij door de harde schil heenknaagt.